# 大渡河
座標: 北緯29度32分58秒 東経103度45分53秒 / 北緯29.54944度 東経103.76472度
大渡河（だいとが）は、中華人民共和国四川省西部を流れる大きな川で、岷江の支流。長江水系に属する。古称は沫水という。

## 流路

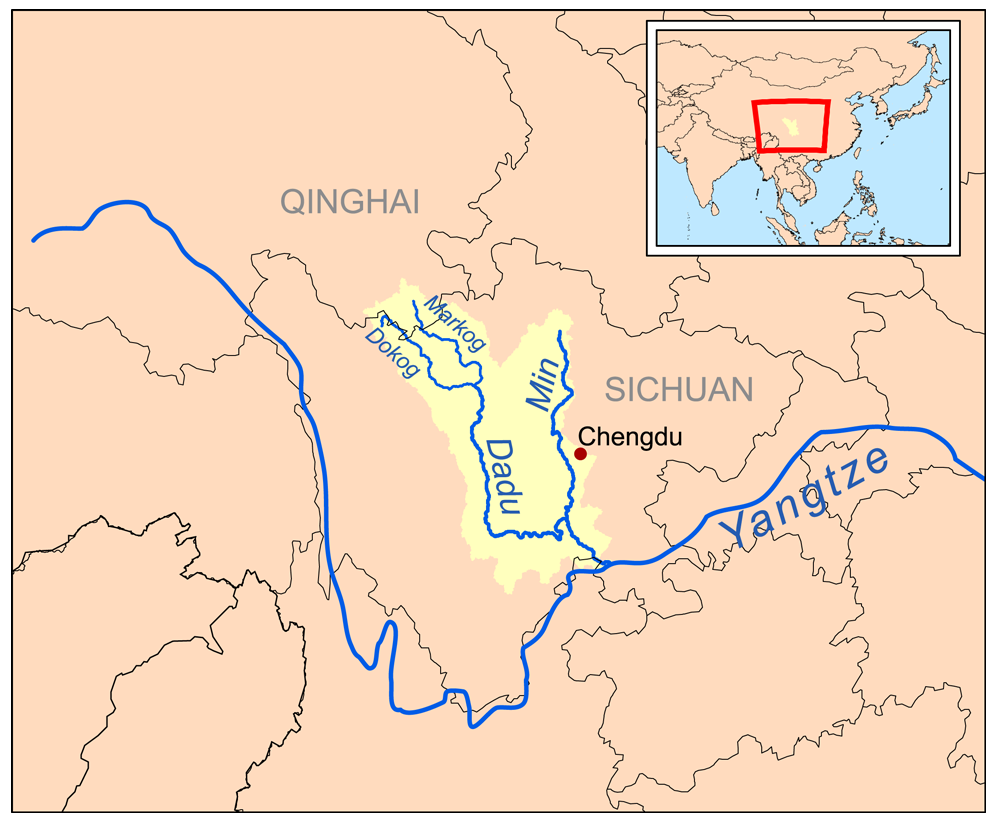
岷江・大渡河流域

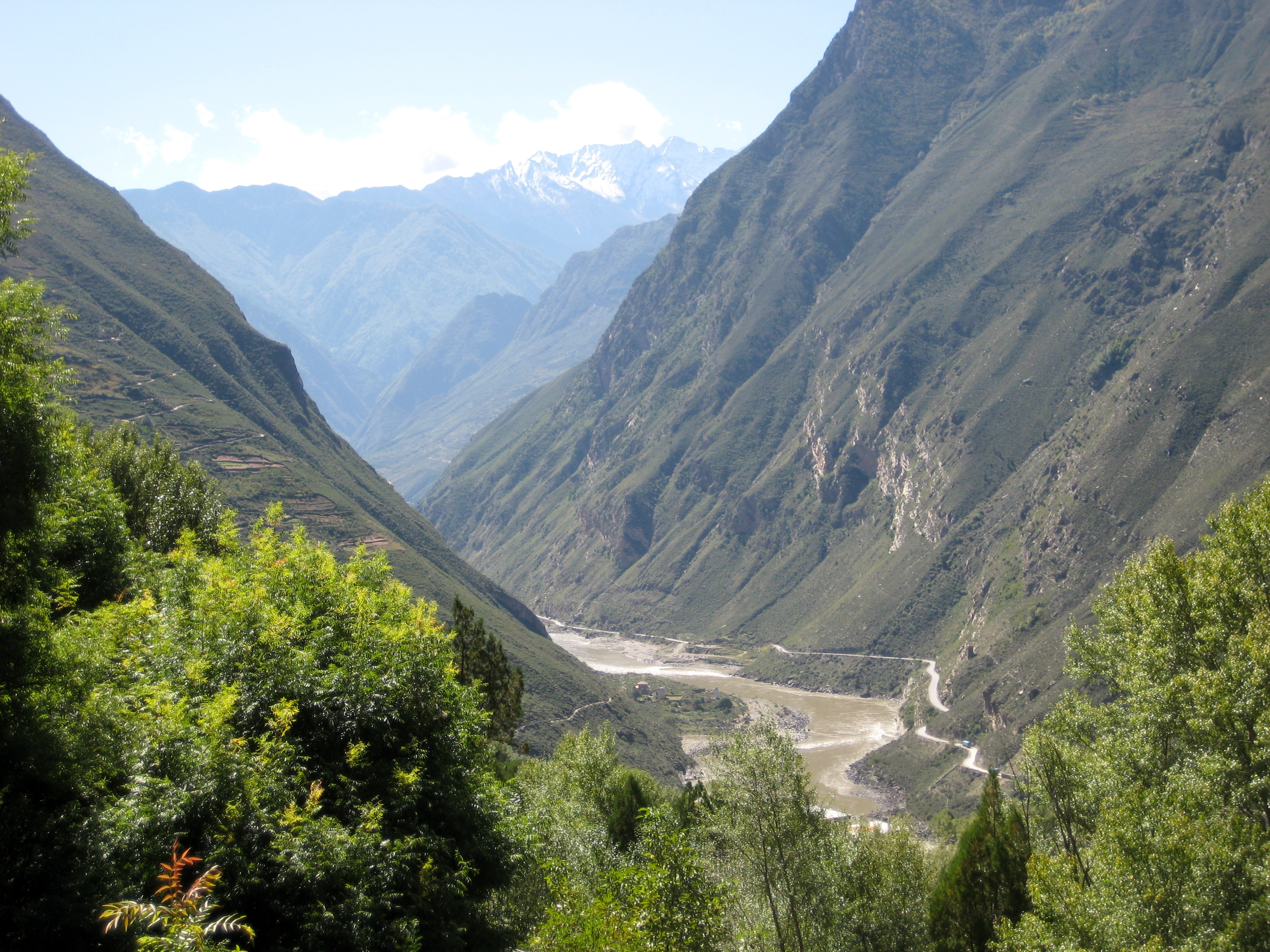
大渡河上流の渓谷

青海省玉樹チベット族自治州南部のバヤン・ハル（巴顔喀拉）山脈の南麓に発し、四川省に入りカンゼ・チベット族自治州の大雪山脈と邛崍山脈の間を南へ流れる。四川省ではアバ・チベット族チャン族自治州、カンゼ・チベット族自治州、雅安市、涼山イ族自治州、楽山市を流れる。雅安の南部で大きく東に向きを変え、楽山で岷江に合流する。流域はほとんどが険しい山岳地帯である。
大渡河の源流は、多柯河および麻爾柯河で、合流して大金川となり、さらに小金川と合流して大渡河と称する。その他の大きな支流には、青衣江（284km）、梭磨河、脚木足河などがある。
大渡河は岷江より長く水量も多く、楽山合流点より上流では大渡河のほうが岷江の本流であるという見方もある。

## 歴史
大渡河は流れが急で水量も多く、旅人の横断を拒んできた。康熙帝の時代、四川から西康・西蔵方面への交通のため、雅安西方の瀘定の街に長さ100mあまりの吊り橋・瀘定橋（ろていきょう）が建設され、大渡河を渡ることが容易になった。
大渡河は中国の戦史の中で重要な役割を果たしてきた。1863年、太平天国の翼王・石達開は四川省に進出した後、大渡河を渡れず清軍に退路を断たれ、ついに降伏した。また1935年5月、中国共産党は長征の途上で大渡河を渡るため、22名からなる決死隊を組織して瀘定橋を国民党守備軍から奪い横断に成功したとされる。この戦いは「飛奪瀘定橋」の名で呼ばれ、長征の中の勝利の一つとして中国の学校では教えられている（これに対し、史実を誇張したものだという批判もある）。1950年には瀘定橋より北に川蔵公路の大きな鉄の吊橋が完成し、瀘定橋は史跡として保存されている。